# Бад-Александерсбад
Бад-Александерсбад (нем. Bad Alexandersbad) — община в Германии, в земле Бавария. 
Подчиняется административному округу Верхняя Франкония. Входит в состав района Вунзидель-им-Фихтельгебирге.  Население составляет 1196 человек (на 31 декабря 2010 года). Занимает площадь 8,94 км².
Коммуна подразделяется на 4 сельских округа.

## Население
По оценке на 31 декабря 2015 года население общины Бад-Александерсбад составляет 976 чел. 

| Дата      | 1840 | 1871 | 1900 | 1925 | 1939 | 1950 | 1961 | 1970 | 1987 | 2011 |
| --------- | ---- | ---- | ---- | ---- | ---- | ---- | ---- | ---- | ---- | ---- |
| Население | 523  | 603  | 541  | 640  | 591  | 1160 | 1044 | 968  | 1238 | 1117 |

| Год       | 1960 | 1970 | 1980 | 1990 | 2000 | 2009 | 2010 | 2011 | 2012 | 2013 | 2014 | 2015 |
| --------- | ---- | ---- | ---- | ---- | ---- | ---- | ---- | ---- | ---- | ---- | ---- | ---- |
| Население | 1058 | 1017 | 1248 | 1344 | 1318 | 1194 | 1196 | 1124 | 1120 | 1042 | 1011 | 976  |